# Atactopsis facialis
Atactopsis facialis är en tvåvingeart som beskrevs av Townsend 1917. Atactopsis facialis ingår i släktet Atactopsis och familjen parasitflugor. Inga underarter finns listade i Catalogue of Life.